# .ki
.ki este un domeniu de internet de nivel superior, pentru Kiribati (ccTLD).